# Ravénia
Ravénia (Ravenia) är en ort i Grekland.   Den ligger i prefekturen Nomós Ioannínon och regionen Epirus, i den centrala delen av landet, 290 km nordväst om huvudstaden Aten. Ravénia ligger 986 meter över havet och antalet invånare är 106.
Terrängen runt Ravénia är huvudsakligen kuperad, men åt sydost är den bergig. Ravénia ligger uppe på en höjd.Runt Ravénia är det glesbefolkat, med 20 invånare per kvadratkilometer. Närmaste större samhälle är Anatolí, 16,9 km norr om Ravénia. I omgivningarna runt Ravénia växer i huvudsak blandskog.